# 佐々木一昭
佐々木 一昭（ささき かずあき、1967年7月17日 - ）は、岩手県花巻市出身の元自転車競技選手、元競輪選手。日本競輪学校第67期卒業。現役時は日本競輪選手会岩手県登録（青森支部所属）。初出走は1991年4月21日の函館競輪場で初勝利は翌日の同場。

## 来歴
岩手県立紫波高等学校（現・岩手県立紫波総合高等学校）在学中に国体の少年ロードレースで優勝し、早稲田大学在籍時の1988年にはソウルオリンピック・団体追抜に出場し15位となる。この実績により大学卒業後は日本競輪学校に試験免除で第67期生として入学した。在校成績は50勝で4位だったが、同期に金古将人や三谷幸宏らがいた中で卒業記念レースを優勝する。
競輪選手としてデビューしてからの実績はS級に昇格して出場したGIIのふるさとダービー1回のみとなったが、自転車競技では1993年にトラックレース世界選手権のドミフォン種目に出場したり、個人でロードレースの大会に出場するなど活躍を見せていた。
2011年2月28日に立川競輪場の第6RA級特一般で2着になった後はレースから遠ざかっていたが、その後自転車店を経営しながら自転車競技の指導者を目指すことを公表して引退し、同年6月2日選手登録削除。通算271勝。
2011年7月18日に埼玉県上里町に自転車店「First Bicycle」をオープン。